# End of the World (album)
Pour les articles homonymes, voir End of the World.
 (janvier 2018).
Albums de Aphrodite's Child
It's Five O'Clock
(1969)
Singles
1. Rain and Tears
Sortie : Juin 1968
2. End of the World
Sortie : Octobre 1968
3. Valley of Sadness
Sortie : 1969

End of the World (Rain & Tears) est le premier album studio du groupe pop rock grec Aphrodite's Child, sorti en 1968 en vinyle LP (monaural).
La première édition française de l'album paraît fin 1968 et présente plusieurs hits de style pop et rock psychédélique (Day of the Fool).
Le premier single, Rain and Tears, publié en juin 1968, devient immédiatement un grand succès dans toute l'Europe. La chanson-titre, End of the World, sort en second single, en octobre, la même année.

## Liste des titres
Toutes les chansons sont écrites et composées par Boris Bergman, Evángelos Papathanassíou, sauf annotation.
|       | 'Face A'                                              |      |
| A1.   | End of the World                                      | 3:19 |
| A2.   | Don't Try to Catch a River                            | 3:44 |
| A3.   | Mister Thomas                                         | 2:55 |
| A4.   | Rain and Tears (Johann Pachelbel / Bergman, Vangelis) | 3:17 |
| A5.   | The Grass Is No Green                                 | 6:11 |
|       | 'Face B'                                              |      |
| B1.   | Valley of Sadness                                     | 3:18 |
| B2.   | You Always Stand in My Way                            | 4:01 |
| B3.   | The Shepherd and the Moon                             | 3:08 |
| B4.   | Day of the Fool                                       | 5:58 |
| 35:52 |                                                       |      |

| Titres bonus Réédition CD remastérisée 2010 Esoteric Recordings – ECLEC 2205 | Titres bonus Réédition CD remastérisée 2010 Esoteric Recordings – ECLEC 2205 | Titres bonus Réédition CD remastérisée 2010 Esoteric Recordings – ECLEC 2205 | Titres bonus Réédition CD remastérisée 2010 Esoteric Recordings – ECLEC 2205 | Titres bonus Réédition CD remastérisée 2010 Esoteric Recordings – ECLEC 2205 | Titres bonus Réédition CD remastérisée 2010 Esoteric Recordings – ECLEC 2205 | Titres bonus Réédition CD remastérisée 2010 Esoteric Recordings – ECLEC 2205 | Titres bonus Réédition CD remastérisée 2010 Esoteric Recordings – ECLEC 2205 | Titres bonus Réédition CD remastérisée 2010 Esoteric Recordings – ECLEC 2205 | Titres bonus Réédition CD remastérisée 2010 Esoteric Recordings – ECLEC 2205 |
| No                                                                           | Titre                                                                        | Durée                                                                        |                                                                              |                                                                              |                                                                              |                                                                              |                                                                              |                                                                              |                                                                              |
| ---------------------------------------------------------------------------- | ---------------------------------------------------------------------------- | ---------------------------------------------------------------------------- | ---------------------------------------------------------------------------- | ---------------------------------------------------------------------------- | ---------------------------------------------------------------------------- | ---------------------------------------------------------------------------- | ---------------------------------------------------------------------------- | ---------------------------------------------------------------------------- | ---------------------------------------------------------------------------- |
| 10.                                                                          | Plastics Nevermore                                                           | 2:34                                                                         |                                                                              |                                                                              |                                                                              |                                                                              |                                                                              |                                                                              |                                                                              |
| 11.                                                                          | The Other People                                                             | 3:08                                                                         |                                                                              |                                                                              |                                                                              |                                                                              |                                                                              |                                                                              |                                                                              |
| 41:34                                                                        |                                                                              |                                                                              |                                                                              |                                                                              |                                                                              |                                                                              |                                                                              |                                                                              |                                                                              |

## Crédits
| - Vangelis : claviers, orgue, piano, clavecin, flûte, vibraphone, chœurs - Demis Roussos : chant, basse, guitare acoustique, guitare électrique - Lucas Sideras : batterie, percussions - Claude Chauvet : chœurs (sur End of the World et Rain and Tears) - Production : Pierre Sberro, Aphrodite's Child - Ingénierie, mixage : Franck Giboni, Jacques-Yves Barral, Jean-Claude Charvier - Ingénierie (assistant) : Dominique Poncet, Henri Arcens, Roland Guillotel - Remastering : Paschal Byrne - Design : Phil Smee - Photographie : Claude Delorme - Coordination (réédition), livret d'album (réédition) : Mark Powell - Coordination (réédition, additionnel) : Vicky Powell |